# Pancalia baldizzonella
Pancalia baldizzonella ist ein Schmetterling (Nachtfalter) aus der Familie der Prachtfalter (Cosmopterigidae).

## Merkmale
Die Falter erreichen eine Flügelspannweite von 15 Millimeter. Die Vorderflügel haben eine bräunlich gelbe Grundfarbe. Dies ist zugleich das einzige Merkmal, mit der man die Art äußerlich von Pancalia schwarzella unterscheiden kann.
Die Genitalarmatur der Männchen zeigt keine zuverlässigen Unterscheidungsmerkmale zur Differenzierung von Pancalia schwarzella. Die Genitalarmatur der Weibchen unterscheidet sich durch das kleinere und regelmäßiger quadratische Sterigma von Pancalia schwarzella.

## Verbreitung
Die Art ist nur von der Typuslokalität bekannt. Diese befindet sich in Italien am Monte Pollino im Nationalpark Pollino.

## Biologie
Die Biologie der Art ist unbekannt. Die Falter wurden im Juli gesammelt.

## Systematik
Bei Pancalia baldizzonella handelt es sich vermutlich nur um eine Form von Pancalia schwarzella. Von Pancalia-Arten ist bekannt, dass die leuchtend orange Färbung mit der Zeit ausbleicht. Dies ist vermutlich die Erklärung für die fahle Färbung der beiden Typusexemplare. Diese Vermutung wird auch vom späten Datum der Aufsammlung unterstützt. Weiterhin können keine deutlichen Unterschiede in den Genitalarmaturen nachgewiesen werden. Koster & Sinev 2010 haben daher vorgeschlagen, den Artstatus so lange aufrechtzuerhalten, bis weiteres Faltermaterial von der Typuslokalität für Untersuchungen zur Verfügung steht.